# Š’ Čchao-i
Š’ Čchao-i (čínsky pchin-jinem Shǐ Cháoyì, znaky tradiční 史朝義, † leden 763) byl od roku 761 čtvrtý a poslední císař státu Jen, povstaleckého státu v severovýchodní Číně během povstání An Lu-šana proti říši Tchang. Byl sogdsko-turkického původu, syn jenského císaře Š’ S’-minga (vládl 759–761), kterého svrhl a zabil.

## Původ, služba v jenské armádě

Duben 759 – říjen 762: Š’ S’-ming dobývá Luo-jang (759) a odráží Tchangy (761). Výměna císařů u povstalců (duben 761) a Tchangů (květen 762). Zeleně protitchangská povstání na jihu.

Š’ Čchao-i byl nejstarším synem Š’ S’-minga, jednoho z generálů povstaleckého státu Jen, který vznikl v povstání An Lu-šana proti říši Tchang. Š’ S’-ming byl smíšeného sogdsko-turkického původu, stejně jako vůdce povstalců An Lu-šan. V čele státu Jen stál zprvu An Lu-šan, po roce vlády zavražděný svým synem An Čching-süem, který se obával o své postavení An Lu-šanova nástupce, když ten začal protežovat jeho mladšího nevlastního bratra An Čching-ena, syna An Lu-šanovy císařovny paní Tuan (Číňanky). An Čching-sü neměl otcovu autoritu ani schopnosti a v listopadu a prosinci 757 boji s tchangskými silami ztratil obě metropole Číny, Čchang-an i Luo-jang. Š’ S’-ming, který jako generál jenské armády spravoval Fan-jang na severu Che-peje, původní základnu a výchozí bod povstání, pod dojmem z jenských neúspěchů přešel na tchangskou stranu, přičemž mu tchangská vláda potvrdila panství nad severem Che-peje; svého nejstaršího syna Š’ Čchao-iho jmenoval správcem kraje Ťi-čou (moderní prefektura Cheng-šuej).
Začátkem roku 759 se zhoršily vztahy Š’ S’-minga s tchangskou stranou, vytáhl na jih Che-peje, kde tchangské armády obléhaly An Čching-süa, a po jejich rozpadu a zahnání se v dubnu 759 zmocnil An Čching-süa a popravil ho. V květnu 759 se prohlásil jenským císařem, Š’ Čchao-iho jmenoval knížetem z Chuaj a ponechal na jihu Che-peje, načež se sám stáhl do Fan-jangu. Na podzim 759 Š’ S’-ming ponechal v Fan-jangu Š’ Čchao-iova mladšího nevlastního bratra Š’ Čchao-čchinga, syna Číňanky paní Sin, jmenované jím císařovnou a vytáhl proti Tchangům. Spojil své vojsko s oddíly Š’ Čchao-iho a dobyl zpět Pien-čou a Luo-jang. Další útoky z Luo-jangu na západ směrem na Čchang-an vedené Š’ Čchao-im však tchangské oddíly odrazily.
Š’ Čchao-i, kritizovaný otcem za neúspěchy v bojích se cítil ohrožený otcovým preferováním Š’ Čchao-čchinga, který měl být (nebo možná byl) jmenován následníkem. Spojil se proto se některými Š’ S’-mingovými generály a Š’ S’-minga svrhl a zabil. Změna panovníka povstalce oslabila, protože, podobně jako v případě An Čching-süa, ani Š’ Čchao-i neměl autoritu svého otce.

## Císař

Říjen 762 – leden 763: Tchangové dobývají Luo-jang, ústup a útěk Š’ Čchao-iho na sever a jeho smrt na severní hranici. Povstalečtí generálové (fialově) přecházejí na tchangskou stranu.

Š’ Čchao-i se pokusil k útoku na Tchangy přimět Ujgury s tím, že tchangský císař zemřel a v zemi panuje bezvládí. V květnu 762 totiž proběhla změna i na tchangském trůnu, když po smrti císaře Su-cunga (panoval 756–762) převzal vládu jeho nejstarší syn Taj-cung. Ujgurové v čele s kaganem Bögüem (vládl 759–780) vytáhli do Číny, ale informace o jednáních se dostala k tchangské vládě, načež Taj-cung ke kaganovi vyslal generála Pchu-ku Chuaj-ena. Generál s Ujgury, kteří se mezitím dostali poměrně hluboko do čínského území, až k Tchaj-jüanu, prostřednictvím své dcery, kaganovy manželky, dohodl obnovení spojenectví a jejich účast na boji proti jenskému státu. Na podzim 762 Tchangové na Jen zaútočili ze tří směrů – jedna armáda posílená Ujgury táhla od Šan-čou na východ na Luo-jang, druhá pod Li Kuang-pim postupovala ze středního Che-nanu a třetí útočila z jihovýchodu Šan-si. V listopadu u Luo-jangu Tchangové porazili jenskou armádu, načež Š’ Čchao-i prchl na východ. Povstalci měli i po porážce císařovy armády stále značné síly, ale rebelští generálové v Che-peji a severovýchodním Che-nanu dospěli k závěru, že jejich osobní zájmy jsou přednější než úspěch státu Jen a přecházeli na tchangskou stranu, přičemž byli Taj-cungem potvrzováni v držení svých území a vojsk. Š’ Čchao-i se tak dostal do izolace a v bojích s tchangskými vojsky byl vytlačován na sever, za stálého poklesu jeho sil.
Začátkem roku 763 mu velitel posádky Fan-jangu odmítl otevřít brány, a nezbylo mu tak než prchnout na hranici s Kitany, kde zahynul, snad sebevraždou. Tím povstání skončilo.